# Issoudun-Létrieix
Issoudun-Létrieix è un comune francese di 307 abitanti situato nel dipartimento della Creuse nella regione della Nuova Aquitania.

## Società

### Evoluzione demografica
Abitanti censiti